# Imre Rietveld Nielsen

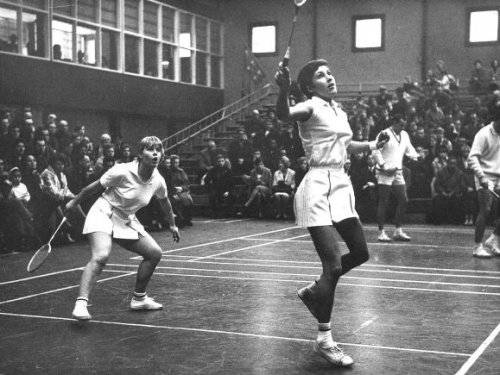
Imre Rietveld (rechts) 1966

Imre Rietveld Nielsen (* um 1945) ist eine ehemalige niederländische Badmintonspielerin, die nach ihrer Hochzeit mit Knud Aage Nielsen im Jahr 1967 für Dänemark startete.

## Karriere
Zu Beginn ihrer Karriere gewann Imre Rietveld vier Titel bei den Junioren in den Niederlanden. Bei den Erwachsenen siegte sie national erstmals 1962. 1967 gewann sie die All England. Bei der Europameisterschaft 1970 wurde sie, mittlerweile für Dänemark als Imre Nielsen startend, Zweite im Dameneinzel.

## Sportliche Erfolge
| Saison    | Veranstaltung                                   | Disziplin   | Platz | Name                                   |
| --------- | ----------------------------------------------- | ----------- | ----- | -------------------------------------- |
| 1960      | Niederlande: Einzelmeisterschaften der Junioren | Dameneinzel | 1     | Imre Rietveld                          |
| 1961      | Niederlande: Einzelmeisterschaften der Junioren | Dameneinzel | 1     | Imre Rietveld                          |
| 1962      | Niederlande: Einzelmeisterschaften              | Dameneinzel | 1     | Imre Rietveld                          |
| 1962      | Niederlande: Einzelmeisterschaften der Junioren | Dameneinzel | 1     | Imre Rietveld                          |
| 1962      | Niederlande: Einzelmeisterschaften              | Damendoppel | 1     | Marjan Ridder / Imre Rietveld          |
| 1963      | Niederlande: Einzelmeisterschaften              | Mixed       | 1     | Jos Rijmers / Imre Rietveld            |
| 1963      | Niederlande: Einzelmeisterschaften              | Dameneinzel | 1     | Imre Rietveld                          |
| 1963      | Niederlande: Einzelmeisterschaften der Junioren | Dameneinzel | 1     | Imre Rietveld                          |
| 1963      | Niederlande: Einzelmeisterschaften              | Damendoppel | 1     | Marjan Ridder / Imre Rietveld          |
| 1963      | French Open                                     | Damendoppel | 1     | Irmgard Latz / Imre Rietveld           |
| 1964      | French Open                                     | Dameneinzel | 1     | Imre Rietveld                          |
| 1964      | French Open                                     | Damendoppel | 1     | Julie Charles / Imre Rietveld          |
| 1964      | Niederlande: Einzelmeisterschaften              | Damendoppel | 1     | Marjan Ridder / Imre Rietveld          |
| 1964      | Niederlande: Einzelmeisterschaften              | Dameneinzel | 1     | Imre Rietvald                          |
| 1965      | Niederlande: Einzelmeisterschaften              | Damendoppel | 1     | Agnes Geene / Imre Rietveld            |
| 1966      | French Open                                     | Dameneinzel | 1     | Imre Rietveld                          |
| 1966      | All England                                     | Dameneinzel | 2     | Imre Rietveld                          |
| 1966      | French Open                                     | Damendoppel | 1     | Julie Charles / Imre Rietveld          |
| 1967      | Dutch Open                                      | Damendoppel | 1     | Imre Rietveld / Ulla Strand            |
| 1967      | French Open                                     | Damendoppel | 1     | Julie Charles / Imre Rietveld          |
| 1967      | All England                                     | Damendoppel | 1     | Imre Rietveld / Ulla Strand            |
| 1967      | Dutch Open                                      | Dameneinzel | 1     | Imre Rietveld                          |
| 1968      | Denmark Open                                    | Mixed       | 1     | Henning Borch / Imre Rietveld Nielsen  |
| 1968/1969 | Dänemark: Einzelmeisterschaften                 | Dameneinzel | 1     | Imre Rietveld Nielsen, Skovshoved IF   |
| 1969      | All England                                     | Dameneinzel | 3     | Imre Rietveld Nielsen                  |
| 1969      | All England                                     | Mixed       | 3     | Henning Borch / Imre Rietveld Nielsen  |
| 1969      | Belgian International                           | Dameneinzel | 1     | Imre Nielsen                           |
| 1969      | Nordische Meisterschaften                       | Dameneinzel | 1     | Imre Rietveld Nielsen                  |
| 1969/1970 | Dänemark: Einzelmeisterschaften                 | Dameneinzel | 1     | Imre Rietveld Nielsen, Nykøbing F      |
| 1970      | Europameisterschaft                             | Dameneinzel | 2     | Imre Rietveld Nielsen                  |
| 1970      | All England                                     | Damendoppel | 3     | Imre R. Nielsen / Eva Twedberg         |
| 1974      | Nordische Meisterschaften                       | Damendoppel | 1     | Lene Køppen / Imre Rietveld Nielsen    |
| 1977      | Nordische Meisterschaften                       | Damendoppel | 2     | Lonny Bostofte / Imre Rietveld Nielsen |